# Канал зв'язку
Канал — частина комунікаційної системи, яка зв'язує між собою джерело та приймач повідомлень.

## Види
Канал поширення сигналу може бути штучним, природним і комбінованим. У першому і (або) третьому випадку — це сукупність технічних засобів та середовища розповсюдження, що забезпечує передавання повідомлень від відправника до одержувача.

## Класифікація

### За середовищем розповсюдження сигналу
- Оптичні
- Електричні, які у своє чергу, можуть бути
  - дротовими (проводовими) (електричні дроти, кабелі, світловоди)
  - бездротовими (безпроводовими) , себто такими, що використовують електромагнітні хвилі, що ширяться в ефірі (радіоканали, інфрачервоні канали тощо.

### За формою сигналу, що підлягає передачі / прийманню

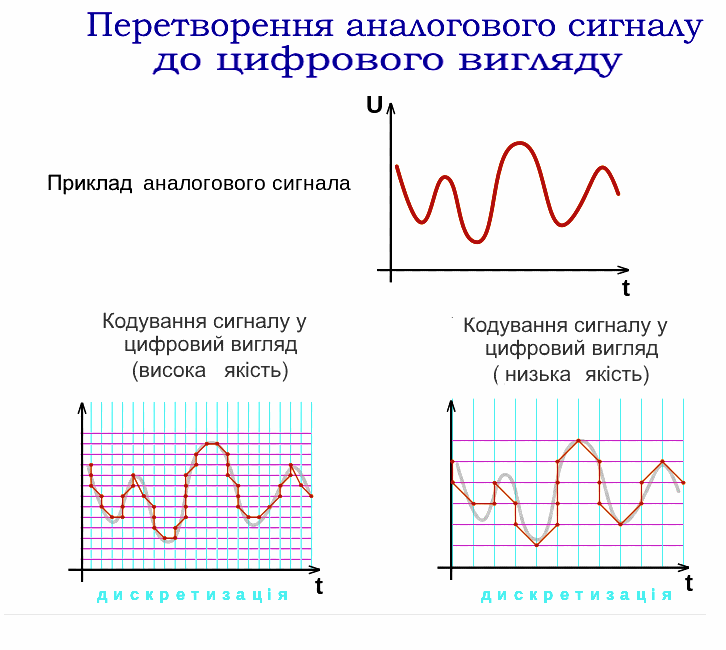

- Аналогові  амплітуда сигналу має безперервну в часі форму будь-якої фізичної природи.
- Цифрові амплітуда у цифровій (дискретній, імпульсній) формі сигналів будь-якої фізичної природи.

### Щодо засобів каналоутворення
- радіо-
- радіорелейні
- тропосферні
- проводові
- космічні (супутникові), тощо

### Щодо засекречування / кодування сигналу
- засекречені / закодовані:
  - тимчасової стійкості (зашумлені)
  - гарантованої стійкості
- відкриті

### За кінцевими джерелами сигналу
- телефонні
- телеграфні
- відео

### За часом перекомутації
- Комутовані — тимчасові, створюються лише тимчасово передачі. Після закінчення передачі і роз'єднаності знищуються.
- Некомутовані (оперативні) — створюються на тривалий час з певними постійними характеристиками. 
 Їх ще називають виділеними.

### Відносно швидкості передавання сигналу
- Середньошвидкісні (від 2400—9600 біт/с) використовують у телефонних (аналогових) каналах зв'язку, на нових станціях 14—56 кбіт/с.
- Середньошвидкісні канали використовуються провідні лінії зв'язку(групи паралельних чи скручених дротів вита пара).
- Високошвидкісні (понад 56 кбіт/с) називають широкосмуговими. Для передачі використовуються спеціальні кабелі: екрановані і неекрановані, коаксіальні, оптоволоконні, радіоканали.

### З особливими характеристиками
- Канал тональної частоти

### У автоматизації, телемеханізації та при використанні ЕОМ розрізняють
- анізохронний канал (канал для анізохронних сигналів з будь-якою швидкістю модуляції,[1]),
- асинхронний канал (канал передавання даних від передавача до приймача без синхронізації);
- байт-мультиплексний канал (тип каналу введення-виведення, що забезпечує одночасну роботу кількох низькошвидкісних пристроїв введення-виведення завдяки побайтовому передаванню даних з допомогою спільного інтерфейсу введення-виведення);
- блок-мультиплексний канал (тип каналу введення-виведення, що допускає перемінне передавання даних від кількох зовнішніх пристроїв або для кількох процедур обміну з одним пристроєм, причому мультиплексування здійснюється не бітів, а блоків);
- виділений канал (некомутований канал, до якого постійно підключені кінцеві пристрої);
- вимірювальний канал (сукупність засобів вимірювальної техніки, засобів зв'язку тощо, призначених для визначення та передавання вимірювальної інформації про одну вимірювану фізичну величину,[2]);
- високошвидкісний канал[3];
- вихідний канал (канал виведення даних з ЕОМ на зовнішній пристрій);
- віртуальний канал (у комп'ютерних мережах — засоби, які забезпечують передавання пакетів між двома терміналами зі збереженням їх початкової послідовності);
- вхідний канал (канал, яким у систему надходять вхідні повідомлення);
- дуплексний канал (канал, що забезпечує передавання даних у двох напрямках одночасно);
- збалансований канал (канал передавання даних між двома станціями, кожна з яких здійснює керування каналом і несе відповідальність за організацію свого потоку даних);
- ізохронний канал (канал для передавання ізохронного сигналу за встановленою для цього каналу швидкістю модуляції,[4]);
- канал з перериванням (канал, який допускає переривання програми, що виконується, і перехід до іншої програми, що має вищий пріоритет);
- канал прямого доступу (канал швидкого і безпосереднього підключення зовнішнього пристрою до оперативної пам'яті ЕОМ, без переривання роботи процесора);
- магістральний канал (канал, що з'єднує вузли мережі та комунікацій);
- мультиплексний канал (канал, який забезпечує одночасний обмін даними між оперативною пам'яттю та кількома зовнішніми пристроями ЕОМ, є байт-мультиплексний та блок-мультиплексний канал);
- напівдуплексний канал (канал зв'язку, який забезпечує передавання даних в обох напрямках поперемінно);
- незбалансований канал (канал передавання даних між двома і більше станціями, одна з яких керує каналом і організує обмін даними); низькошвидкісний канал (канал, що забезпечує швидкості передавання даних: 50, 100, 200 біт/с);
- основний канал (канал передавання даних, який серед інших каналів, що працюють зі спільним інтерфейсом, забезпечує максимальну швидкість передачі інформації);
- прямий канал (1. Канал безпосередньої передачі даних «джерело-одержувач». 2. Програмнокерований пристрій обміну інформацією між оперативними запам'ятовувальними пристроями кількох ЕОМ);
- селекторний канал (канал введення-виведення інформації, що забезпечує обмін ЕОМ тільки з одним периферійним пристроєм, використовується для зв'язку центрального процесора зі швидкодійними пристроями, наприклад, магнітними дисками);
- середньошвидкісний канал[5] ;
- симетричний канал (у комп'ютерних мережах — канал, що забезпечує одну і ту ж швидкість передавання і приймання даних);
- симплексний канал (канал, що допускає передавання даних лише в одному напрямку, який встановлюється заздалегідь);
- синхронний канал (канал для передачі ізохронного сигналу, синхронного з тактовим сигналом цього каналу, який формується багатоканальною апаратурою чи кінцевим обладнанням передавання даних,[1]);
- стандартний канал (канал, що реалізує стандартний інтерфейс);
- телефонний канал (канал телефонного зв'язку для амплітудно модульованого сигналу звукової частоти),
- транспортний канал (логічна система, що призначена для передавання даних між двома суміжними ЕОМ);
- фізичний канал (засіб двобічного передавання даних).